# Louis Bergaud
Louis Bergaud, (Jaleyrac, 30 de noviembre de 1928-21 de mayo de 2024)
fue un ciclista francés, que fue profesional entre 1953 y 1963. En su palmarés destacan dos victorias de etapa en el Tour de Francia.

## Palmarés
1954
- Tour de Corrèze

1956
- 1 etapa del Tour de l'Oise et de la Somme

1957
- Polymultipliée
- 1 etapa del Critérium del Dauphiné

1958
- 1 etapa del Tour de Francia
- Polymultipliée

1961
- 1 etapa del Tour de Francia

## Resultados en Grandes Vueltas
Durante su carrera deportiva ha conseguido los siguientes puestos en las Grandes Vueltas:
| Carrera         | 1953 | 1954 | 1955 | 1956 | 1957 | 1958 | 1959 | 1960 | 1961 | 1962 | 1963 |
| --------------- | ---- | ---- | ---- | ---- | ---- | ---- | ---- | ---- | ---- | ---- | ---- |
| Giro de Italia  | -    | -    | -    | -    | -    | -    | -    | -    | -    | -    | -    |
| Tour de Francia | -    | 7.º  | Ab.  | 54.º | 26º  | 9º   | 13º  | -    | 46.º | -    | -    |
| Vuelta a España | -    | -    | -    | -    | -    | -    | -    | -    | -    | -    | -    |
| Mundial en Ruta | -    | -    | -    | -    | -    | -    | -    | -    | -    | -    | -    |